# Ji Cheng (jardinier)
Pour les articles homonymes, voir Ji Cheng.
Ji Cheng (计成) naquit en 1582, dixième année du règne de Wanli, dans la cité de Tongli (Wujiang, Suzhou). Il mourut probablement en 1642. Connu pour être l'auteur du Yuanye, un manuel de création de jardin chinois classique, écrit en 1631 et publié en 1634. Il était célèbre parmi ses contemporains pour avoir aménagé le jardin Wu Xuan à Jingling, le jardin de Wang ShiHeng à LuanJiang et le jardin de Zheng YuanXun à Yangzhou.

## Noms[1]
- 性:xìng /Nom de famille: 计 Ji
- 名:míng / Prénom : 成 Cheng
- 字:zì / Nom de courtoisie: 无否 WuFou
- 号:hào / Nom honorifique: 否道人 PiDaoRen

## Biographie
La majorité des éléments biographiques de JiCheng sont issus des préfaces de son livre, le YuanYe, des textes de présentation de Ruan DaCheng, commanditaire d'un jardin réalisé par Jicheng, et de Zheng YuanXun, lettré, artiste, ami de JiCheng.
Né lors de la dixième année du règne de Wanli,1582, à Tongli (Wujiang, Suzhou), dans le clan des Ji, l'un des clans les plus importants de la région comme l'atteste le village de JiJiaBang 计家浜, la digue des Ji.
Les jardins qu'il conçut sous la dynastie Ming font partie des références historiques en la matière. Dans sa jeunesse Ji Cheng se rendit célèbre en tant que peintre de paysage et concepteur de jardins privés. Il puisa notamment son inspiration dans les peintures de Guan Tong (关仝) et Jing Hao (荆浩).
Il conçut des jardins privés dans le Sud de la Chine et consigna son expérience à la fin de sa vie dans un ouvrage resté célèbre : Yuanye (园冶), le traité du jardin (1633). Il s'agit du premier monogramme consacré à l'architecture des jardins.
Trois créations lui sont attribuées de façon certaine, dont le jardin du Zheng Yuanxun (jardin des reflets) à Yangtso.
Il aurait eu cette phrase à propos des jardins chinois : « Bien que tout ceci ne soit qu'une création humaine, elle peut paraître œuvre du Ciel ».